# Liste des députés de la préfecture de Hiroshima
Cette page liste les membres de la Chambre des représentants du Japon élus dans les circonscriptions de la préfecture de Hiroshima.

## 41elégislature(1996-2000)
Au cours de la 41e législature, les députés de la préfecture de Hiroshima furent les suivants :
| Circonscription | Député | Député                | Parti politique |
| --------------- | ------ | --------------------- | --------------- |
| 1re             |        | Fumio Kishida         | PLD             |
| 2e              |        | Toshinobu Awaya (ja)  | Shinshintō      |
| 3e              |        | Katsuyuki Kawai (ja)  | PLD             |
| 4e              |        | Hidenao Nakagawa (ja) | PLD             |
| 5e              |        | Yukihiko Ikeda (ja)   | PLD             |
| 6e              |        | Shizuka Kamei         | PLD             |
| 7e              |        | Kiichi Miyazawa       | PLD             |

## 42elégislature(2000-2003)
Au cours de la 42e législature, les députés de la préfecture de Hiroshima furent les suivants :
| Circonscription | Député | Député                  | Parti politique |
| --------------- | ------ | ----------------------- | --------------- |
| 1re             |        | Fumio Kishida           | PLD             |
| 2e              |        | Toshinobu Awaya (ja)    | SE              |
| 3e              |        | Yoshitake Masuhara (ja) | SE              |
| 4e              |        | Hidenao Nakagawa (ja)   | PLD             |
| 5e              |        | Yukihiko Ikeda (ja)     | PLD             |
| 6e              |        | Shizuka Kamei           | PLD             |
| 7e              |        | Yōichi Miyazawa         | PLD             |

## 43elégislature(2003-2005)
Au cours de la 43e législature, les députés de la préfecture de Hiroshima furent les suivants :
| Circonscription | Député | Député                  | Parti politique | Mandat    |
| --------------- | ------ | ----------------------- | --------------- | --------- |
| 1re             |        | Fumio Kishida           | PLD             |           |
| 2e              |        | Daisuke Matsumoto (ja)  | PDJ             |           |
| 3e              |        | Yoshitake Masuhara (ja) | PLD             |           |
| 4e              |        | Hidenao Nakagawa (ja)   | PLD             |           |
| 5e              |        | Yukihiko Ikeda (ja)     | PLD             | 2003-2004 |
| 5e              |        | Minoru Terada           | PLD             | 2004-2005 |
| 6e              |        | Shizuka Kamei           | PLD             |           |
| 7e              |        | Yōichi Miyazawa         | PLD             |           |

## 44elégislature(2005-2009)
Au cours de la 44e législature, les députés de la préfecture de Hiroshima furent les suivants :
| Circonscription | Député | Député                 | Parti politique |
| --------------- | ------ | ---------------------- | --------------- |
| 1re             |        | Fumio Kishida          | PLD             |
| 2e              |        | Hiroshi Hiraguchi (ja) | PLD             |
| 3e              |        | Katsuyuki Kawai (ja)   | PLD             |
| 4e              |        | Hidenao Nakagawa (ja)  | PLD             |
| 5e              |        | Minoru Terada          | PLD             |
| 6e              |        | Shizuka Kamei          | NPP             |
| 7e              |        | Yōichi Miyazawa        | PLD             |

## 45elégislature(2009-2012)
Au cours de la 45e législature, les députés de la préfecture de Hiroshima furent les suivants :
| Circonscription | Député | Député                 | Parti politique |
| --------------- | ------ | ---------------------- | --------------- |
| 1re             |        | Fumio Kishida          | PLD             |
| 2e              |        | Daisuke Matsumoto (ja) | PDJ             |
| 3e              |        | Hiroaki Hashimoto (ja) | PDJ             |
| 4e              |        | Seiki Soramoto (ja)    | PDJ             |
| 5e              |        | Mitsuo Mitani (ja)     | PDJ             |
| 6e              |        | Shizuka Kamei          | NPP             |
| 7e              |        | Takashi Wada (ja)      | PDJ             |

## 46elégislature(2012-2014)
Au cours de la 46e législature, les députés de la préfecture de Hiroshima furent les suivants :
| Circonscription | Député | Député                 | Parti politique |
| --------------- | ------ | ---------------------- | --------------- |
| 1re             |        | Fumio Kishida          | PLD             |
| 2e              |        | Hiroshi Hiraguchi (ja) | PLD             |
| 3e              |        | Katsuyuki Kawai (ja)   | PLD             |
| 4e              |        | Toshinao Nakagawa      | PLD             |
| 5e              |        | Minoru Terada          | PLD             |
| 6e              |        | Shizuka Kamei          | PFJ             |
| 7e              |        | Fumiaki Kobayashi (ja) | PLD             |

## 47elégislature(2014-2017)
Au cours de la 47e législature, les députés de la préfecture de Hiroshima furent les suivants :
| Circonscription | Député | Député                 | Parti politique |
| --------------- | ------ | ---------------------- | --------------- |
| 1re             |        | Fumio Kishida          | PLD             |
| 2e              |        | Hiroshi Hiraguchi (ja) | PLD             |
| 3e              |        | Katsuyuki Kawai (ja)   | PLD             |
| 4e              |        | Toshinao Nakagawa      | PLD             |
| 5e              |        | Minoru Terada          | PLD             |
| 6e              |        | Shizuka Kamei          | SE              |
| 7e              |        | Fumiaki Kobayashi (ja) | PLD             |

## 48elégislature(2017-2021)
Au cours de la 48e législature, les députés de la préfecture de Hiroshima furent les suivants :
| Circonscription | Député | Député                  | Parti politique |
| --------------- | ------ | ----------------------- | --------------- |
| 1re             |        | Fumio Kishida           | PLD             |
| 2e              |        | Hiroshi Hiraguchi (ja)  | PLD             |
| 3e              |        | Katsuyuki Kawai (ja)    | PLD             |
| 4e              |        | Masayoshi Shintani (ja) | PLD             |
| 5e              |        | Minoru Terada           | PLD             |
| 6e              |        | Kōji Satō (ja)          | PE              |
| 7e              |        | Fumiaki Kobayashi (ja)  | PLD             |

## 49elégislature(2021-2024)
Au cours de la 49e législature, les députés de la préfecture de Hiroshima furent les suivants :
| Circonscription | Député | Député                  | Parti politique |
| --------------- | ------ | ----------------------- | --------------- |
| 1re             |        | Fumio Kishida           | PLD             |
| 2e              |        | Hiroshi Hiraguchi (ja)  | PLD             |
| 3e              |        | Tetsuo Saitō            | Kōmeitō         |
| 4e              |        | Masayoshi Shintani (ja) | PLD             |
| 5e              |        | Minoru Terada           | PLD             |
| 6e              |        | Kōji Satō (ja)          | PDC             |
| 7e              |        | Fumiaki Kobayashi (ja)  | PLD             |

## 50elégislature(depuis 2024)
Au cours de la 50e législature, les députés de la préfecture de Hiroshima sont les suivants :
| Circonscription | Député | Député                 | Parti politique |
| --------------- | ------ | ---------------------- | --------------- |
| 1re             |        | Fumio Kishida          | PLD             |
| 2e              |        | Hiroshi Hiraguchi (ja) | PLD             |
| 3e              |        | Tetsuo Saitō           | Kōmeitō         |
| 4e              |        | Seiki Soramoto (ja)    | Ishin           |
| 5e              |        | Kōji Satō (ja)         | PDC             |
| 6e              |        | Fumiaki Kobayashi (ja) | PLD             |